# Armenska mitologija
Armenska mitologíja je mitologija predkrščanske armenske kulture. O njej je znanega zelo malo. Najstarejši vir so legende iz Horenacijeve Zgodovina Armenije (Պատմություն Հայոց, Hajoc Patmut'jun).
Na armensko mitologijo je močno vplivalo zaratustrstvo z božanstvi, kot so: Aramazd, Mihr ali Anahit, ter tudi asirske tradicije, kot je na primer Barsamin. Obstajajo tudi delne sledi domorodnih tradicij, kot so: Hajk, Vahagn in Asthik.